# Deer Grove (Illinois)
Deer Grove est un village du comté de Whiteside, en bordure du Mississippi, dans l'Illinois, aux États-Unis,. Il est incorporé le 4 août 1937.

## Démographie
Lors du recensement de 2010, le village comptait une population de 48 habitants. Elle est estimée, en 2016, à 46 habitants.

### Source de la traduction
- (en) Cet article est partiellement ou en totalité issu de l’article de Wikipédia en anglais intitulé « Deer Grove, Illinois » (voir la liste des auteurs).